# Бача, Ергуш
Ергуш Бача (словац. Jerguš Bača; 4 января 1965, Липтовски-Микулаш, Чехословакия) — бывший словацкий хоккеист, защитник. Чемпион мира 2002 года в составе сборной Словакии.

## Биография
Ергуш Бача является воспитанником клуба «Липтовски Микулаш». Самым главным успехом в его хоккейной карьере стала золотая медаль чемпионата мира 2002 года. После окончания карьеры стал тренером. В частности, работал ассистентом Владимира Вуйтека в сборной Словакии на чемпионате мира 2012 года, где словацкая сборная завоевала серебряные медали.

## Достижения
- Крест Президента Словацкой Республики I степени (15 мая 2002 года)[2]

 Чемпион Чехословакии 1988
 Обладатель Кубка Колдера 1991
 Чемпион Словакии 1999
 Чемпион мира 2002
 Серебряный призер чемпионата Словакии 1998
 Бронзовый призёр чемпионатов мира 1989 и 1990
 Бронзовый призёр чемпионата Чехословакии 1989

## Статистика
- Чемпионат Чехословакии — 129 игр, 48 очков (17+31)
- Чемпионат Чехии — 52 игры, 13 очков (4+9)
- Чемпионат Словакии — 280 игр, 91 очко (28+63)
- Сборная Чехословакии — 46 игр, 1 шайба
- Сборная Словакии — 75 игр, 5 шайб
- НХЛ — 10 игр, 2 очка (0+2)
- АХЛ — 150 игр, 77 очков (15+62)
- ИХЛ — 228 игр, 97 очков (20+77)
- Чемпионат Германии — 181 игра, 61 очко (23+38)
- Чемпионат Швеции — 42 игры, 11 очков (4+7)
- Всего за карьеру — 1193 игры, 117 шайб